# Pteropus griseus
Pteropus griseus es una especie de murciélago de la familia Pteropodidae.

## Distribución geográfica
Se encuentra en las Célebes, las islas de Banda y algunas de las islas menores de la Sonda (Indonesia).